# 항구의 일야
"항구의 일야"는 1957년 공개된 대한민국의 영화이다.

## 배역
- 최무룡
- 전옥
- 정민
- 윤인자
- 이영미
- 문정숙
- 정애란
- 박고송